# Microcapnolymma angustata
Microcapnolymma angustata là một loài bọ cánh cứng trong họ Cerambycidae.